# Lista över fornlämningar i Borgholms kommun (Löt)
Lista över fornlämningar i Borgholms kommun (Löt) är en förteckning av ett urval av de fornlämningar som finns i Löt i Borgholms kommun.
| Namn                        | Lämningstyp                      | Tillkomsttid | Historisk indelning | Plats | Läge                 | ID-nr          | Bild                                      |
| --------------------------- | -------------------------------- | ------------ | ------------------- | ----- | -------------------- | -------------- | ----------------------------------------- |
| Löt 4:1                     | Stensättning                     |              | Löt, Öland          |       | 56.902329, 16.849518 | 10084300040001 | Ladda upp en bild av detta fornminne      |
| Löt 6:1                     | Stensättning                     |              | Löt, Öland          |       | 56.897438, 16.858746 | 10084300060001 | Ladda upp en bild av detta fornminne      |
| Löt 6:2                     | Stensättning                     |              | Löt, Öland          |       | 56.897403, 16.859074 | 10084300060002 | Ladda upp en bild av detta fornminne      |
| Löt 6:3                     | Stensättning                     |              | Löt, Öland          |       | 56.897255, 16.859349 | 10084300060003 | Ladda upp en bild av detta fornminne      |
| Löt 8:1                     | Gravfält                         |              | Löt, Öland          |       | 56.892665, 16.857565 | 10084300080001 | Ladda upp en bild av detta fornminne      |
| Löt 14:1                    | Stensättning                     |              | Löt, Öland          |       | 56.904828, 16.879288 | 10084300140001 | Ladda upp en bild av detta fornminne      |
| Löt 14:2                    | Stensättning                     |              | Löt, Öland          |       | 56.904739, 16.879568 | 10084300140002 | Ladda upp en bild av detta fornminne      |
| Löt 18:1                    | Husgrund, förhistorisk/medeltida |              | Löt, Öland          |       | 56.913085, 16.880210 | 10084300180001 | Ladda upp en bild av detta fornminne      |
| Löt 19:1                    | Gravfält                         |              | Löt, Öland          |       | 56.914919, 16.879870 | 10084300190001 | Ladda upp en bild av detta fornminne      |
| Löt 19:2                    | Stensättning                     |              | Löt, Öland          |       | 56.915377, 16.880261 | 10084300190002 | Ladda upp en bild av detta fornminne      |
| Löt 21:1                    | Röse                             |              | Löt, Öland          |       | 56.913868, 16.883563 | 10084300210001 | Ladda upp en bild av detta fornminne      |
| Löt 22:1                    | Stensättning                     |              | Löt, Öland          |       | 56.914285, 16.881751 | 10084300220001 | Ladda upp en bild av detta fornminne      |
| Löt 22:2                    | Stensättning                     |              | Löt, Öland          |       | 56.914562, 16.881374 | 10084300220002 | Ladda upp en bild av detta fornminne      |
| Löt 22:3                    | Stensättning                     |              | Löt, Öland          |       | 56.914651, 16.881398 | 10084300220003 | Ladda upp en bild av detta fornminne      |
| Löt 22:4                    | Stensättning                     |              | Löt, Öland          |       | 56.914750, 16.881386 | 10084300220004 | Ladda upp en bild av detta fornminne      |
| Löt 23:1                    | Grav markerad av sten/block      |              | Löt, Öland          |       | 56.892026, 16.822079 | 10084300230001 | Ladda upp en bild av detta fornminne      |
| Löt 23:2                    | Grav markerad av sten/block      |              | Löt, Öland          |       | 56.891988, 16.822075 | 10084300230002 | Ladda upp en bild av detta fornminne      |
| Löt 24:1                    | Husgrund, förhistorisk/medeltida |              | Löt, Öland          |       | 56.895855, 16.813232 | 10084300240001 | Ladda upp en bild av detta fornminne      |
| Löt 24:3                    | Gravfält                         |              | Löt, Öland          |       | 56.895677, 16.811668 | 10084300240003 | Ladda upp en bild av detta fornminne      |
| Löt 25:1                    | Husgrund, förhistorisk/medeltida |              | Löt, Öland          |       | 56.897679, 16.812134 | 10084300250001 | Ladda upp en bild av detta fornminne      |
| Löt 28:1                    | Husgrund, förhistorisk/medeltida |              | Löt, Öland          |       | 56.916272, 16.874951 | 10084300280001 | Ladda upp en bild av detta fornminne      |
| Löt 28:2                    | Husgrund, förhistorisk/medeltida |              | Löt, Öland          |       | 56.916329, 16.875274 | 10084300280002 | Ladda upp en bild av detta fornminne      |
| Trindborgen (Löt 29:1)      | Fornborg                         |              | Löt, Öland          |       | 56.918761, 16.852036 | 10084300290001 | Ladda upp en till bild av detta fornminne |
| Löt 31:1                    | Husgrund, förhistorisk/medeltida |              | Löt, Öland          |       | 56.903801, 16.812875 | 10084300310001 | Ladda upp en bild av detta fornminne      |
| Löt 32:1                    | Röse                             |              | Löt, Öland          |       | 56.900968, 16.821618 | 10084300320001 | Ladda upp en bild av detta fornminne      |
| Löt 33:1                    | Husgrund, förhistorisk/medeltida |              | Löt, Öland          |       | 56.905857, 16.825837 | 10084300330001 | Ladda upp en bild av detta fornminne      |
| Löt 33:2                    | Husgrund, förhistorisk/medeltida |              | Löt, Öland          |       | 56.905876, 16.826054 | 10084300330002 | Ladda upp en bild av detta fornminne      |
| Löt 33:3                    | Husgrund, förhistorisk/medeltida |              | Löt, Öland          |       | 56.905721, 16.825943 | 10084300330003 | Ladda upp en bild av detta fornminne      |
| Löt 37:1                    | Husgrund, förhistorisk/medeltida |              | Löt, Öland          |       | 56.914710, 16.799983 | 10084300370001 | Ladda upp en bild av detta fornminne      |
| Löt 37:2                    | Husgrund, förhistorisk/medeltida |              | Löt, Öland          |       | 56.914566, 16.800081 | 10084300370002 | Ladda upp en bild av detta fornminne      |
| Löt 38:1                    | Husgrund, förhistorisk/medeltida |              | Löt, Öland          |       | 56.913783, 16.802898 | 10084300380001 | Ladda upp en bild av detta fornminne      |
| Löt 41:1                    | Husgrund, förhistorisk/medeltida |              | Löt, Öland          |       | 56.899114, 16.811193 | 10084300410001 | Ladda upp en bild av detta fornminne      |
| Löt 41:2                    | Husgrund, förhistorisk/medeltida |              | Löt, Öland          |       | 56.898943, 16.811279 | 10084300410002 | Ladda upp en bild av detta fornminne      |
| Löt 41:3                    | Husgrund, förhistorisk/medeltida |              | Löt, Öland          |       | 56.898878, 16.810981 | 10084300410003 | Ladda upp en bild av detta fornminne      |
| Löt 41:4                    | Husgrund, förhistorisk/medeltida |              | Löt, Öland          |       | 56.898817, 16.811243 | 10084300410004 | Ladda upp en bild av detta fornminne      |
| Löt 44:1                    | Stensättning                     |              | Löt, Öland          |       | 56.908844, 16.809864 | 10084300440001 | Ladda upp en bild av detta fornminne      |
| Löt 46:1                    | Gravfält                         |              | Löt, Öland          |       | 56.896820, 16.807336 | 10084300460001 | Ladda upp en bild av detta fornminne      |
| Löt 48:1                    | Stensättning                     |              | Löt, Öland          |       | 56.911403, 16.805915 | 10084300480001 | Ladda upp en bild av detta fornminne      |
| Löt 50:1                    | Röse                             |              | Löt, Öland          |       | 56.920819, 16.808658 | 10084300500001 | Ladda upp en bild av detta fornminne      |
| Löt 53:1                    | Husgrund, förhistorisk/medeltida |              | Löt, Öland          |       | 56.918953, 16.815069 | 10084300530001 | Ladda upp en bild av detta fornminne      |
| Löt 55:1                    | Gravfält                         |              | Löt, Öland          |       | 56.925662, 16.804830 | 10084300550001 | Ladda upp en bild av detta fornminne      |
| Löt 57:1                    | Grav markerad av sten/block      |              | Löt, Öland          |       | 56.924306, 16.806012 | 10084300570001 | Ladda upp en bild av detta fornminne      |
| Löt 59:1                    | Stensättning                     |              | Löt, Öland          |       | 56.929505, 16.832863 | 10084300590001 | Ladda upp en bild av detta fornminne      |
| Löt 59:2                    | Stensättning                     |              | Löt, Öland          |       | 56.929273, 16.832981 | 10084300590002 | Ladda upp en bild av detta fornminne      |
| Löt 59:3                    | Stensättning                     |              | Löt, Öland          |       | 56.928885, 16.832845 | 10084300590003 | Ladda upp en bild av detta fornminne      |
| Löt 59:4                    | Stensättning                     |              | Löt, Öland          |       | 56.929617, 16.832403 | 10084300590004 | Ladda upp en bild av detta fornminne      |
| Löt 61:1                    | Stensättning                     |              | Löt, Öland          |       | 56.943551, 16.845780 | 10084300610001 | Ladda upp en bild av detta fornminne      |
| Löt 61:2                    | Stensättning                     |              | Löt, Öland          |       | 56.943539, 16.845979 | 10084300610002 | Ladda upp en bild av detta fornminne      |
| Löt 61:3                    | Stensättning                     |              | Löt, Öland          |       | 56.943629, 16.845882 | 10084300610003 | Ladda upp en bild av detta fornminne      |
| Löt 61:4                    | Stensättning                     |              | Löt, Öland          |       | 56.943445, 16.845868 | 10084300610004 | Ladda upp en bild av detta fornminne      |
| "Jättegravarna" (Löt 65:1)  | Husgrund, förhistorisk/medeltida |              | Löt, Öland          |       | 56.919871, 16.874113 | 10084300650001 | Ladda upp en bild av detta fornminne      |
| "Jättegravarna" (Löt 65:2)  | Husgrund, förhistorisk/medeltida |              | Löt, Öland          |       | 56.919887, 16.874461 | 10084300650002 | Ladda upp en bild av detta fornminne      |
| "Jättegravarna" (Löt 65:3)  | Husgrund, förhistorisk/medeltida |              | Löt, Öland          |       | 56.919932, 16.876342 | 10084300650003 | Ladda upp en bild av detta fornminne      |
| "Jättegravarna" (Löt 65:4)  | Husgrund, förhistorisk/medeltida |              | Löt, Öland          |       | 56.919131, 16.874940 | 10084300650004 | Ladda upp en bild av detta fornminne      |
| "Jättegravarna" (Löt 65:5)  | Husgrund, förhistorisk/medeltida |              | Löt, Öland          |       | 56.918960, 16.875757 | 10084300650005 | Ladda upp en bild av detta fornminne      |
| "Jättegravarna" (Löt 65:6)  | Husgrund, förhistorisk/medeltida |              | Löt, Öland          |       | 56.918658, 16.877391 | 10084300650006 | Ladda upp en bild av detta fornminne      |
| "Jättegravarna" (Löt 65:7)  | Husgrund, förhistorisk/medeltida |              | Löt, Öland          |       | 56.918522, 16.877744 | 10084300650007 | Ladda upp en bild av detta fornminne      |
| "Jättegravarna" (Löt 65:8)  | Husgrund, förhistorisk/medeltida |              | Löt, Öland          |       | 56.918386, 16.877649 | 10084300650008 | Ladda upp en bild av detta fornminne      |
| "Jättegravarna" (Löt 65:9)  | Husgrund, förhistorisk/medeltida |              | Löt, Öland          |       | 56.917917, 16.877379 | 10084300650009 | Ladda upp en bild av detta fornminne      |
| "Jättegravarna" (Löt 65:10) | Husgrund, förhistorisk/medeltida |              | Löt, Öland          |       | 56.917797, 16.877004 | 10084300650010 | Ladda upp en bild av detta fornminne      |
| "Jättegravarna" (Löt 65:11) | Husgrund, förhistorisk/medeltida |              | Löt, Öland          |       | 56.917904, 16.876712 | 10084300650011 | Ladda upp en bild av detta fornminne      |
| Löt 66:1                    | Husgrund, förhistorisk/medeltida |              | Löt, Öland          |       | 56.924250, 16.871924 | 10084300660001 | Ladda upp en bild av detta fornminne      |
| Löt 67:1                    | Husgrund, förhistorisk/medeltida |              | Löt, Öland          |       | 56.923054, 16.871701 | 10084300670001 | Ladda upp en bild av detta fornminne      |
| Löt 70:1                    | Husgrund, förhistorisk/medeltida |              | Löt, Öland          |       | 56.921599, 16.873765 | 10084300700001 | Ladda upp en bild av detta fornminne      |
| Löt 70:2                    | Husgrund, förhistorisk/medeltida |              | Löt, Öland          |       | 56.921555, 16.874148 | 10084300700002 | Ladda upp en bild av detta fornminne      |
| Löt 70:3                    | Husgrund, förhistorisk/medeltida |              | Löt, Öland          |       | 56.921705, 16.874055 | 10084300700003 | Ladda upp en bild av detta fornminne      |
| Löt 75:1                    | Stensättning                     |              | Löt, Öland          |       | 56.924805, 16.859961 | 10084300750001 | Ladda upp en bild av detta fornminne      |
| Löt 75:2                    | Stensättning                     |              | Löt, Öland          |       | 56.924961, 16.860174 | 10084300750002 | Ladda upp en bild av detta fornminne      |
| Löt 77:1                    | Husgrund, förhistorisk/medeltida |              | Löt, Öland          |       | 56.944538, 16.876942 | 10084300770001 | Ladda upp en bild av detta fornminne      |
| Löt 77:2                    | Husgrund, förhistorisk/medeltida |              | Löt, Öland          |       | 56.944458, 16.877103 | 10084300770002 | Ladda upp en bild av detta fornminne      |
| Löt 77:3                    | Husgrund, förhistorisk/medeltida |              | Löt, Öland          |       | 56.944681, 16.877078 | 10084300770003 | Ladda upp en bild av detta fornminne      |
| Löt 78:1                    | Husgrund, förhistorisk/medeltida |              | Löt, Öland          |       | 56.943823, 16.876057 | 10084300780001 | Ladda upp en bild av detta fornminne      |
| Löt 78:2                    | Husgrund, förhistorisk/medeltida |              | Löt, Öland          |       | 56.943755, 16.876244 | 10084300780002 | Ladda upp en bild av detta fornminne      |
| Löt 78:3                    | Husgrund, förhistorisk/medeltida |              | Löt, Öland          |       | 56.943817, 16.876368 | 10084300780003 | Ladda upp en bild av detta fornminne      |
| Löt 86:1                    | Gravfält                         |              | Löt, Öland          |       | 56.939637, 16.863017 | 10084300860001 | Ladda upp en bild av detta fornminne      |
| Löt 87:1                    | Husgrund, förhistorisk/medeltida |              | Löt, Öland          |       | 56.948701, 16.864636 | 10084300870001 | Ladda upp en bild av detta fornminne      |
| Löt 88:1                    | Husgrund, förhistorisk/medeltida |              | Löt, Öland          |       | 56.948145, 16.873733 | 10084300880001 | Ladda upp en bild av detta fornminne      |
| Löt 89:1                    | Husgrund, förhistorisk/medeltida |              | Löt, Öland          |       | 56.949847, 16.877404 | 10084300890001 | Ladda upp en bild av detta fornminne      |
| Löt 90:1                    | Stensättning                     |              | Löt, Öland          |       | 56.952822, 16.880459 | 10084300900001 | Ladda upp en bild av detta fornminne      |
| Löt 91:1                    | Husgrund, förhistorisk/medeltida |              | Löt, Öland          |       | 56.957680, 16.880787 | 10084300910001 | Ladda upp en bild av detta fornminne      |
| Löt 92:1                    | Husgrund, förhistorisk/medeltida |              | Löt, Öland          |       | 56.947322, 16.860142 | 10084300920001 | Ladda upp en bild av detta fornminne      |
| Löt 94:1                    | Stensättning                     |              | Löt, Öland          |       | 56.913132, 16.885226 | 10084300940001 | Ladda upp en bild av detta fornminne      |
| Löt 95:1                    | Röse                             |              | Löt, Öland          |       | 56.925730, 16.858581 | 10084300950001 | Ladda upp en bild av detta fornminne      |
| Löt 104:1                   | Gravfält                         |              | Löt, Öland          |       | 56.952904, 16.878465 | 10084301040001 | Ladda upp en bild av detta fornminne      |
| Löt 111:1                   | Gravfält                         |              | Löt, Öland          |       | 56.905218, 16.801042 | 10084301110001 | Ladda upp en bild av detta fornminne      |